# Canada Goose
Canada Goose (Fuldt navn: Canada Goose Expedition Clothing Outfitters) er producent af overtøj beregnet til kolde forhold. Canada Goose har produceret produkter i Toronto Canada siden 1957.
Canada Goose er fast leverandør til the United States Antarctic Program, hvor deltagerne bærer Canada Goose model Expedition Parka som standard udrustning. Derudover er de faste leverandører til det Canadiske postvæsen. I nyere tid er Canada Gooses "lettere" modeller som Canada Goose Chilliwack blevet meget populære i bybilledet grundet deres kvalitet og anderledes finish. 
Virksomheden ejes blandt andet af Bain Capital, men er også børsnoteret. 

## Efterligninger af brandet
Canada Goose produkter bliver ofte forfalsket, grundet brandets popularitet og prisklasse. Efterligningerne kan ofte være svære at skelne fra originalerne, men der er visse ting man skal være opmærksom på. Hvis jakken købes fra et asiatisk land, Japan undtaget er det en efterligning, da Canada Goose ikke har nogle salgssteder der. Derudover er de fleste efterligninger fremstillet af materialer af generel dårlig kvalitet. Dette viser sig især ved pelskrave fremstillet af imiteret pels, eller pels fra andre dyr. Jakkernes overflademateriale kaldes Artic-Tech, og kendes bedst ved at det ikke krøller, og er vandskyende.